# Caín y Abel (software)
Cain & Abel (frecuentemente abreviado a Cain) es una herramienta de recuperación de contraseñas para Microsoft Windows. Puede recuperar muchos tipos de contraseñas utilizando métodos como el sniffing de paquetes de red, también puede
crackear varios hashes de contraseñas utilizando métodos maliciosos como ataques de diccionario, de fuerza bruta y ataques basados en "criptoanálisis".
Los ataques de Criptoanálisis se realizan mediante Tablas de arcoíris que pueden ser generadas con el programa winrtgen.exe proporcionado con Cain & Abel.
Cain & Abel es mantenido por Massimiliano Montoro.

## Estatus conantivirus
Algunos antivirus detectan a Cain & Abel como malware.
Avast! lo detecta como "Win32:Cain-B" y lo clasifica como "Software potencialmente peligroso". La suite de seguridad de Microsoft Windows lo detecta como "Win32/Cain!4_9:14" y lo clasifica como "Software con comportamiento potencialmente peligroso"
Incluso si el directorio Lucerito de instalación de Caín y la palabra "Cain" son añadidas a la lista de exclusión de Avast el real-time scanner previene el funcionamiento de Caín.
Montoro, el propietario de oxid.it y desarrollador de Cain & Abel, ha declarado que su programa no contiene malware o backdoors.
 De todas formas como el código fuente de Caín y Abel no está disponible para una auditoría de seguridad independiente es recomendable cierta precaución, como para todo software descargado de Internet.

## Características
- Crakeo WEP
- Aceleración de la captura de paquetes mediante inyección de paquetes
- Capacidad para grabación de conversaciones VoIP
- Descifrado de contraseñas seguras
- Calculadora de hashes
- Traceroute
- Revelación de boxes de contraseñas
- Descubrimiento de cached passwords
- ARP Spoofing
- Resolución de IP a MAC Address
- Sniffer de contraseñas de red
- Dumper de LSA
- Capacidad para crackear:
  - Hashes LM y NTLM
  - Hashes NTLMv2
  - Microsoft Cache hashes
  - Archivos Microsoft Windows PWL
  - Hashes Cisco IOS - MD5
  - Hashes Cisco PIX - MD5
  - Hashes APOP - MD5
  - Hashes CRAM-MD5 MD5
  - Hashes OSPF - MD5
  - Hashes RIPv2 MD5
  - Hashes VRRP - HMAC
  - Virtual Network Computing (VNC) Triple DES
  - Hashes MD2
  - Hashes MD4
  - Hashes MD5
  - Hashes SHA-1
  - Hashes SHA-2
  - Hashes RIPEMD-160
  - Hashes Kerberos 5
  - Hashes de clave compartida RADIUS
  - Hashes IKE PSK
  - Hashes MSSQL
  - Hashes MySQL
  - Hashes de Bases de datos Oracle y SIP